# Королёв, Сергей Михайлович
Сергей Михайлович Королёв (род. 28 декабря 1973, Воскресенск, Московская область) — российский хоккеист, нападающий. Тренер.

## Биография
Воспитанник воскресенского «Химика». Начинал играть в первенстве КФК сезона 1991/92 в тверской «Эгиде», сезон 1992/93 провёл в Открытом чемпионате России за тверской «Марс». Следующие семь сезонов отыграл в «Химике» в МХЛ, Суперлиге и высшей лиге, был капитаном команды, концовку сезона 1997/98 провёл в аренде в «Торпедо» Ярославль. По два сезона провёл в ярославском «Локомотиве» (чемпион России 2001/02) и казанском «Ак Барсе». Перед сезоном 2004/05 перешёл в ЦСКА, став лучшим летним бомбардиром команды и всей Суперлиги. В 22 матчах чемпионата набрал 8 (2+6) очков и был отчислен. Сыграл в сезоне 4 матча за омский «Авангард» и 7 за петербургский СКА. Выступал за «Витязь» Чехов (2005/06), «Химик» (2006/07), «Торпедо» НН (2007/08). Первый сезон КХЛ 2008/09 начал в «Химике», но вскоре травмировался и, проведя 24 матча, в январе перешёл в «Нефтехимик». Завершил карьеру в команде «Молот-Прикамье» Пермь (2009/10 — 2010/11).
Участник Универсиады 1997 года в Южной Корее. Участник турниров Еврохоккейтура в составе сборной России.
Был агентом Андрея Маркова.
Старший тренер воронежского «Бурана» (2019/20 — 2020/21). Тренер «Югры» Ханты-Мансийск (2021/22). С сезона 2022/23 — тренер в клубе «Челмет» Челябинск.